# Ao Vivo (álbum de Angela Ro Ro)
Ao Vivo é o segundo álbum ao vivo da cantora e compositora brasileira Angela Ro Ro, lançado em outubro de 2006 pela gravadora Indie Records.  O álbum traz 16 faixas e conta com a participação de Luiz Melodia, Alcione e Frejat. O show de gravação aconteceu no Circo Voador. 

## Faixas
| N.º            | Título                                  | Compositor(es)                | Duração |  |
| 1.             | "Acertei no Milênio"                    | Angela Ro Ro Ricardo Mac Cord | 4:53    |  |
| 2.             | "O Cinema, a Princesa e o Mar"          | Ro Ro                         | 4:20    |  |
| 3.             | "Tola Foi Você" (Part. Luiz Melodia)    | Ro Ro                         | 3:46    |  |
| 4.             | "Meu Benzinho"                          | Ro Ro                         | 4:57    |  |
| 5.             | "Escândalo"                             | Caetano Veloso                | 4:00    |  |
| 6.             | "Só Nos Resta Viver"                    | Ro Ro                         | 3:48    |  |
| 7.             | "Joana Francesa" (Part. Alcione)        | Chico Buarque                 | 5:13    |  |
| 8.             | "Fogueira"                              | Ro Ro                         | 3:29    |  |
| 9.             | "Ne me quitte pas"                      | Jacques Brel                  | 3:26    |  |
| 10.            | "Came e Case"                           | Ro Ro                         | 4:13    |  |
| 11.            | "All of Me"                             | Gerald Marks Seymour Simons   | 4:01    |  |
| 12.            | "Night and Day"                         | Cole Porter                   | 4:24    |  |
| 13.            | "A Mim e a Mais Ninguém" (Part. Frejat) | Ro Ro Sérgio Bandeyra         | 3:24    |  |
| 14.            | "Querem Nos Matar"                      | Ro Ro Bandeyra                | 3:24    |  |
| 15.            | "Simples Carinho"                       | João Donato Abel Silva        | 3:24    |  |
| 16.            | "Amor, Meu Grande Amor"                 | Ro Ro Ana Terra               | 3:24    |  |
| Duração total: | Duração total:                          | Duração total:                | 53:54   |  |